# Armia Boga II
Armia Boga II (The Prophecy II) – amerykański film fabularny (horror) z 1998 roku. Sequel horroru Armia Boga (1995).

## Obsada
- Christopher Walken jako Gabriel
- Russell Wong jako Danyael
- Jennifer Beals jako Valerie Rosales
- Brittany Murphy jako Izzy
- Eric Roberts jako Michael
- Glenn Danzig jako Samayel
- Steve Hytner jako Joseph
- Elizabeth Dennehy jako Kathy Kimball
- Tom Towles jako detektyw Waltrip
- Danny Strong jako Julian
- Bruce Abbott jako Thomas Daggett